# エリザハンミョウ
エリザハンミョウ（Cicindela elisae）は、コウチュウ目オサムシ科のハンミョウ属に分類される昆虫の一種。ヒメハンミョウともよばれる。「エリザ」はヨシフ・ゴシケーヴィチの妻エリザヴェータへの献名である。

## 形態・生態
成虫の体長は10mmほどで、唐草模様があるが、内陸に棲むものと海沿いに棲むものとで差異がある。
幼虫は地面に掘った巣穴に潜み、近づいた昆虫を捕食する。

## 分布
北海道、本州、四国、九州、朝鮮半島、中国、シベリア、モンゴル。
御蔵島など伊豆諸島産の個体にはmikuranaという亜種名が与えられている。
個体数は減少傾向で、都道府県レベルではいくつかの都県で絶滅危惧種に指定されている。
鳥取砂丘産の個体は気候変動、観光客（ポケモンGOのプレイヤー）による踏みつけなどの影響で絶滅の危機に瀕しているため、人が立ち入らないように生息地がロープで囲まれている。